# یون کوتالابا
یون کوتالابا (انگلیسی: Ion Cuțelaba؛ زادهٔ ۱۴ دسامبر ۱۹۹۳) ورزشکار هنرهای رزمی ترکیبی اهل مولداوی است. وی از سال ۲۰۱۲ میلادی تاکنون مشغول فعالیت بوده‌است.